# Proceedings of SPIE
Proceedings SPIE — сборники научных работ различных конференций, проводимых Обществом инженеров фотооптического приборостроения (SPIE). Первые материалы были опубликованы в 1963 году.
«Proceedings SPIE» проиндексированы и обобщены в:
- Астрофизическая информационная система НАСА
- Химическая реферативная служба
- Ei Compendex
- Inspec
- International Aerospace Abstracts
- Index to Scientific & Technical Proceedings
- Physics Abstracts
- SPIN